# Continental O-280
Continental O-280 (Bezeichnung des US-Militärs) ist eine Baureihe von Sechszylinderboxermotoren des US-amerikanischen Herstellers Continental Motors bestehend aus C115, C125 und C140.

## Konstruktion
Die Motoren verfügen über Leistungen von 115 PS (85 kW), 125 PS (92 kW) und 140 PS (103 kW). Der C115 wurde von 1945 bis 1951, der C125 von 1945 bis 1952 und der C140 von 1945 bis 1946 gebaut.
Der C125 verwendet das gleiche Kurbelgehäuse wie der Continental O-300, unterscheidet sich jedoch in Kolbenhub, Kompression und der Vergaserdüse. Er besitzt außerdem eine Nockenwelle aus Gusseisen und Hydrostößel.

## Verwendung

### C125
- Aero-Flight Streak
- Baumann Brigadier
- Call-Air A-3
- Globe Swift
- Grumman Tadpole
- Hockaday Comet
- KZ VII
- Meyers MAC-125
- Miles Gemini